# Hydropus fuliginarius
Hydropus fuliginarius är en svampart som först beskrevs av August Johann Georg Karl Batsch, och fick sitt nu gällande namn av Rolf Singer 1943. Hydropus fuliginarius ingår i släktet Hydropus och familjen Marasmiaceae.   Inga underarter finns listade i Catalogue of Life.